# Titan(IV)-iodid
Titan(IV)-iodid ist eine anorganische chemische Verbindung des Titans aus der Gruppe der Iodide.

## Gewinnung und Darstellung
Titan(IV)-iodid kann durch Reaktion von Titan mit Iod gewonnen werden.
{\displaystyle \mathrm {Ti+2\ I_{2}\longrightarrow TiI_{4}} }
Alternativ kann es mit Hilfe von Aluminium(III)-iodid aus Titanoxiden 
{\displaystyle \mathrm {3\ TiO_{2}+4\ AlI_{3}\longrightarrow 3\ TiI_{4}+2\ Al_{2}O_{3}} }
oder durch Reaktion von Titan(IV)-chlorid mit Iodwasserstoff gewonnen werden.
{\displaystyle \mathrm {TiCl_{4}+4\ HI\longrightarrow TiI_{4}+4\ HCl} }

## Eigenschaften
Titan(IV)-iodid ist ein rotbrauner, an der Luft stark rauchender Feststoff. Es kristallisiert oktaederförmig in der Raumgruppe Pa3 (Raumgruppen-Nr. 205) (a = 1202 pm). Beim längeren Aufbewahren unter 125 °C erfolgt eine Umwandlung in eine andere, hexagonale Modifikation (a = 797,8 pm, c = 1968 pm). Titan(IV)-iodid ist eine starke Lewis-Säure und bildet mit Lewis-Basen (z. B. mit Ethern und Aminen) sehr stabile Addukte.

## Verwendung
Titan(IV)-iodid wird bei der chemischen Gasphasenabscheidung von Titannitridfilmen mit optimierten Parametern verwendet.
Titan(IV)-iodid bildet sich zwischenzeitlich bei der Herstellung von sehr reinem Titan im Van-Arkel-de-Boer-Verfahren.